# Isländische Basketballnationalmannschaft
Die isländische Basketballnationalmannschaft repräsentiert Island bei Basketball-Länderspielen der Herren, etwa bei internationalen Turnieren und bei Freundschaftsspielen.
Das Team konnte sich bisher nicht für Weltmeisterschaften oder Olympische Spiele qualifizieren. Für eine Europameisterschaft qualifizierte man sich erstmals 2015.

## Geschichte
Die Nationalmannschaft Islands trat im Jahre 1961 der FIBA bei. 
Das erste Großturnier, an dem die Isländer teilnehmen werden, wird die Europameisterschaft 2015 sein, für die man sich als Zweitplatzierter der Qualifikationsgruppe qualifizierte. Hier traf die Mannschaft in der Vorrunde auf Deutschland, Spanien, die Türkei, Italien und Serbien. Mit fünf Niederlagen schieden sie nach der Vorrunde als Gruppenletzter aus.

### Bekannte Nationalspieler
- Ólafur Rafnsson, der nach seiner aktiven Zeit als Basketballspieler diverse Sportämter bekleidete, so war er Präsident der FIBA Europa und Vorsitzender des Nationalen Olympischen Komitees Islands.
- Ólafur Gottskálksson, war sowohl Fußball- als auch Basketballnationalspieler für Island. Von der UEFA wurde er wegen Einnahme verbotener Substanzen lebenslang gesperrt.
- Pétur Guðmundsson, spielte als bislang einziger Isländer in der NBA.
- Jakob Sigurðarson spielte im Ausland für den deutschen Rekordmeister Bayer Giants Leverkusen, in Spanien, Ungarn und in Schweden, wo er mit den Sundsvall Dragons Meister wurde.

## Abschneiden bei internationalen Wettbewerben
| - noch nie qualifiziert |  | - noch nie qualifiziert |

### Europameisterschaften
- 2015: 24. Platz
- 2017: 24. Platz